# كوتا دار الإحسان
كوتا دار الإحسان هي صف من الأقواس يرمز إلى الحدود على الطريق السريع الفيدرالي الماليزي بين الإقليم الفيدرالي كوالالمبور وولاية سيلانغور الماليزية. شيّد على الطريق الفيدرالي 2، وهو أكبر قوس في ماليزيا.

## تاريخه
تخليداً لذكرى تنازل سيلانجور عن كوالالمبور للحكومة الفيدرالية لتشكيل إقليم فيدرالي، تم تكليف بناء القوس من قبل سلطان سيلانجور الراحل، المرحوم سلطان صلاح الدين عبد العزيز شاه في 1 فبراير 1974. يرمز هذا القوس إلى تضحية ولاية سيلانجور للحكومة الفيدرالية. اكتمل بناء هذا القوس في عام 1981، وافتتحه رسميًا السلطان المرحوم صلاح الدين عبد العزيز من سيلانغور في 3 يناير 1982.

## بنائه
يتضمن تصميم القوس تأثيرات من الهندسة المعمارية المغربية، ويشترك في تصميم مماثل مع محطة سكة حديد كوالالمبور. يمكن رؤية ذلك في القباب الموجودة على القوس.